# العلاقات المكسيكية المالطية
العلاقات المكسيكية المالطية هي العلاقات الثنائية التي تجمع بين المكسيك ومالطا.

## مقارنة بين البلدين
هذه مقارنة عامة ومرجعية للدولتين:
| وجه المقارنة                                              | المكسيك                                                                               | مالطا                                                     |
| --------------------------------------------------------- | ------------------------------------------------------------------------------------- | --------------------------------------------------------- |
| المساحة (كم2)                                             | 1.97 مليون                                                                            | 316                                                       |
| عدد السكان (نسمة)                                         | 130.53 مليون                                                                          | 465.29 ألف                                                |
| الكثافة السكانية (ن./كم²)                                 | 66.26                                                                                 | 147.24 ألف                                                |
| العاصمة                                                   | مدينة مكسيكو                                                                          | فاليتا                                                    |
| اللغة الرسمية                                             | اللغة الإسبانية                                                                       | اللغة المالطية، لغة إنجليزية                              |
| العملة                                                    | بيزو مكسيكي                                                                           | يورو، ليرة مالطية                                         |
| الناتج المحلي الإجمالي (بليون دولار)                      | 1.15 تريليون                                                                          | 12.54 مليار                                               |
| الناتج المحلي الإجمالي (تعادل القوة الشرائية) بليون دولار | 2.16 تريليون                                                                          | 14.68 مليار                                               |
| الناتج المحلي الإجمالي الاسمي للفرد دولار أمريكي          | 9.01 ألف                                                                              | 22.60 ألف                                                 |
| الناتج المحلي الإجمالي للفرد دولار أمريكي                 | 17.32 ألف                                                                             |                                                           |
| مؤشر التنمية البشرية                                      | 0.756                                                                                 | 0.839                                                     |
| رمز المكالمات الدولي                                      | +52                                                                                   | +356                                                      |
| رمز الإنترنت                                              | .mx                                                                                   | .mt                                                       |
| المنطقة الزمنية                                           | منطقة زمنية وسطى، المنطقة الزمنية الجبلية، زمن منطقة المحيط الهادئ، منطقة زمنية شرقية | توقيت وسط أوروبا، ت ع م+01:00، ت ع م+02:00، أوروبا/مالطا ‏ |

## منظمات دولية مشتركة
يشترك البلدان في عضوية مجموعة من المنظمات الدولية، منها:
| علم المنظمة | اسم المنظمة                        | تاريخ انضمام المكسيك | تاريخ انضمام مالطا |
| ----------- | ---------------------------------- | -------------------- | ------------------ |
|             | يونسكو                             | 4 نوفمبر 1946        | 10 فبراير 1965     |
|             | وكالة ضمان الاستثمار متعدد الأطراف | 1 يوليو 2009         | 12 سبتمبر 1990     |
|             | الأمم المتحدة                      | 7 نوفمبر 1945        | 1 ديسمبر 1964      |
|             | الفريق المعني برصد الأرض           | ?                    | ?                  |
|             | الاتحاد البريدي العالمي            | ?                    | ?                  |
|             | البنك الدولي للإنشاء والتعمير      | 31 ديسمبر 1945       | 26 سبتمبر 1983     |
|             | المنظمة الهيدروغرافية الدولية      | ?                    | ?                  |
|             | الاتحاد الدولي للاتصالات           | 1 يوليو 1908         | 1965               |
|             | منظمة حظر الأسلحة الكيميائية       | ?                    | ?                  |
|             | مؤسسة التمويل الدولية              | 20 يوليو 1956        | 1 يونيو 2005       |
|             | مجموعة أستراليا                    | 2013                 | 2004               |
|             | منظمة التجارة العالمية             | 1995                 | ?                  |
|             | مجموعة الموردين النوويين           | ?                    | ?                  |
|             | منظمة الشرطة الجنائية الدولية      | ?                    | ?                  |

## وصلات خارجية
- موقع وزارة الخارجية المكسيكية
- موقع وزارة الخارجية المالطية